# Gymnothorax longinquus
Gymnothorax longinquus és una espècie de peix de la família dels murènids i de l'ordre dels anguil·liformes.

## Distribució geogràfica
Es troba al sud-oest del Pacífic.